# Кристина Божиловић
Кристина Крис Божиловић (Арнхем, 30. април 1978) јесте холандска водитељка, модел и видео џокеј.

## Каријера
Рођена је у српској породици и одрастала је у Хуисену.
Током 2001. почела је да ради као видео џокеј на TMF Nederland/MTV.
Године 2003. прелази у Holland Media Groep (сада RTL Nederland), за коју је водила програме Холандске државне лутрије. Такође се појављивала у јутарњем програму Lijn 4 и часопису 4 in het Land до септембра 2006.
Она је 2007. године учествовала у СБС програму Звезде плешу на леду, у којем је изгласана у првој емисији.
Од почетка 2008. године ради за Talkies Magazine.